# Leona Marlin-Romeo
Leona Marlin-Romeo (Sint Maarten, 3 juli 1973) is een Sint Maartens politica. Zij was van 15 januari 2018 tot 10 oktober 2019 minister-president van Sint Maarten. Daarvoor was zij van 2014 tot 2016 lid van de Staten van Sint Maarten.
Marlin-Romeo ging als kind naar het Methodist Agogic Center, daarna heeft ze kort op de St. Maarten Academy gezeten. Ze is vervolgens vertrokken naar de Hill Academy in Virginia. Ze heeft hierna gestudeerd aan de Adelphi Universiteit in New York waar ze in 1995 haar bachelor in politicologie behaalde. Ze heeft vervolgens aan de Universiteit van Amsterdam haar master behaald in internationale betrekkingen.
Het kabinet-Marlin-Romeo waar zij leiding aan geeft is een interim-kabinet dat tot de verkiezingen in februari 2018 en de formatie van een nieuwe regering het land zal leiden. De vorming van het kabinet liep vertraging op doordat de eerste formateur en beoogd minister-president, Franklin Meyers, niet door de screening voor bewindspersonen heen kwam. Daarom werd besloten om de beoogd minister van justitie, Marlin-Romeo, aan te wijzen als minister-president.
Na de formatie werd Marlin-Romeo op 25 juni 2018 wederom premier. Na moeizame onderhandelingen kwam zij tot een akkoord met Nederland en de Wereldbank over een herstelprogramma van de schade van de orkaan Irma. Maar een twistpunt bleef de reparatie van Princess Juliana International Airport, die Nederland alleen wilde financieren als het invloed kreeg in het bestuur van de luchthaven. De arrestatie van partijleider Theo Heyliger maakte de verhoudingen nog meer gespannen. Enkele Statenleden van de regeringsfracties liepen over naar de oppositie, zodat Marlin-Romeo haar meerderheid verloor. Het tweede kabinet Marlin-Romeo viel op 22 september 2019.